# Санту-Антониу (Сан-Роке-ду-Пику)
Санту-Антониу (порт. Santo António) — район (фрегезия) в Португалии, входит в округ Азорские острова. Расположен на острове Пику. Является составной частью муниципалитета Сан-Роке-ду-Пику. Население составляет 858 человек на 2001 год. Занимает площадь 31,81 км².
Покровителем района считается Антоний Падуанский (порт. Santo António).